# Azincourt
Azincourt là một xã trong vùng Hauts-de-France, thuộc tỉnh Pas-de-Calais, quận Arras, tổng Le Parcq. Tọa độ địa lý của xã là 50° 27' vĩ độ bắc, 02° 07' kinh độ đông. Azincourt nằm trên độ cao trung bình là 120 mét trên mực nước biển, có điểm thấp nhất là 100 mét và điểm cao nhất là 142 mét. Xã có diện tích 8,46 km², dân số vào thời điểm 1999 là 273 người; mật độ dân số là 32 người/km².

## Thông tin nhân khẩu
| 1962 | 1968 | 1975 | 1982 | 1990 | 1999 | 2005 |
| ---- | ---- | ---- | ---- | ---- | ---- | ---- |
| 213  | 220  | 210  | 228  | 250  | 276  | 286  |